# Brzanka Schwanenfelda
Brzanka Schwanenfelda, brzanka wielka (Barbonymus schwanenfeldii) – gatunek słodkowodnej ryby karpiokształtnej z rodziny karpiowatych (Cyprinidae). Bywa hodowana w akwarium.

## Występowanie
Zamieszkuje Azję Południowo-Wschodnią (Półwysep Indochiński (dorzecze Mekongu, Menamu,  Półwysep Malajski, na wyspach Sumatra i Borneo.

## Opis
Boki ciała błyszczące, o srebrnym kolorze. Dorasta przeciętnie do 20 cm, maksymalnie do 35 cm długości.

## Warunki w akwarium
| Zalecane warunki w akwarium | Zalecane warunki w akwarium              |
| --------------------------- | ---------------------------------------- |
| Zbiornik                    |                                          |
| Temperatura wody            | 22–25°C                                  |
| Twardość wody               | miękka do średniej (4–16)                |
| Skala pH                    | 6,5–7,0                                  |
| pokarm                      | wszystkożerna, preferuje pokarm roślinny |
| Uwagi                       | akwarium powinno być dobrze przykryte    |

## Hodowla
Ryba stadna. Wymaga trzymania w większej liczbie, aby mogła tworzyć ławicę. 

## Rozmnażanie
Nie udało się jej rozmnożyć w akwariach.